# Allocotocera silacea
Allocotocera silacea är en tvåvingeart som först beskrevs av Wulp 1887.  Allocotocera silacea ingår i släktet Allocotocera och familjen svampmyggor.
Artens utbredningsområde är Nederländerna. Inga underarter finns listade i Catalogue of Life.